# Ybytimí
Ybytimí – miasto w departamencie Paraguarí w Paragwaju. Według danych na rok 2020 miasto zamieszkują 7474 osoby, a gęstość zaludnienia wynosi 19 os./km².

## Demografia
Ludność historyczna:
| Rok                         | 2000 | 2005 | 2010 | 2015 | 2020 |
| --------------------------- | ---- | ---- | ---- | ---- | ---- |
| Ludność                     | 7057 | 7152 | 7243 | 7353 | 7474 |
| Gęstość zaludnienia os./km² | 17,9 | 18,2 | 18,4 | 18,7 | 19   |

Ludność według grup wiekowych na rok 2020:
| Wiek                                | 0–9 lat | 10–19 lat | 20–29 lat | 30–39 lat | 40–49 lat | 50–59 lat | 60–69 lat | 70–79 lat | 80+ lat |
| ----------------------------------- | ------- | --------- | --------- | --------- | --------- | --------- | --------- | --------- | ------- |
| Liczba osób w danej grupie wiekowej | 1316    | 1337      | 1289      | 1135      | 722       | 650       | 540       | 314       | 169     |

Struktura płci na rok 2020:
| Płeć                         | Mężczyźni | Kobiety |
| ---------------------------- | --------- | ------- |
| Liczba osób w danej płci     | 3998      | 3476    |
| Liczba osób w danej płci w % | 53,5      | 46,5    |

## Klimat
Klimat jest wilgotny i subtropikalny. Średnia temperatura wynosi 21 °C. Najcieplejszym miesiącem jest styczeń (26 °C), a najzimniejszym jest czerwiec (15 °C). Średnie opady deszczu wynoszą 2081 milimetrów rocznie. Najbardziej wilgotnym miesiącem jest kwiecień (362 milimetry deszczu), a najbardziej suchym miesiącem jest sierpień – 54 milimetry.

## Infrastruktura
Przez miasto przebiega Ruta 1 łącząca Ybytimí ze stolicą kraju Asunción.